# Anonychia (bướm đêm)
Anonychia là một chi bướm đêm thuộc họ Geometridae.

## Các loài
- Anonychia antangulata
- Anonychia apora
- Anonychia diversilinea
- Anonychia fuliginea
- Anonychia grisea (Butler, 1883)
- Anonychia latifascia
- Anonychia lativitta
- Anonychia pallida
- Anonychia psara
- Anonychia rhabdota
- Anonychia rostrifera
- Anonychia strebla
- Anonychia trifasciata
- Anonychia trinasuta
- Anonychia violacea